# Planta (teoria de controle)
Planta, em teoria de controle, é a combinação do processo e do atuador.